# 三協マテリアル
三協マテリアル社（さんきょうマテリアル）は、三協立山株式会社の社内カンパニーの1つで、アルミニウム及びマグネシウムの鋳造（ビレット製造）・押出・加工製品の製造・販売を行うマテリアル事業部門である。

## 概要
2007年6月1日に三協・立山ホールディングス株式会社の連結子会社である三協立山アルミ株式会社とSTプロダクツ株式会社から共同新設分割により三協マテリアル株式会社を設立。
2010年6月1日に旧・三協アルミニウム工業株式会社の子会社だった富山合金株式会社と合併。旧富山合金は、アルミニウムビレット鋳造において、月産20,000トンという単一工場では国内最大の生産能力を持つ。また、最先端の技術でハイクオリティと生産効率を両立し、常にトップの技術力で新合金の開発を実現しており、特に注力している非建材分野では多くの自動車・電気機器部品に採用されるなど数々の実績を持つ。この合併により、材料開発部門、ビレット鋳造部門も加えた製販一貫体制を強化した企業運営で高い専門性をもって幅広いニーズに応えられる体制を整えた。
2012年6月1日にグループ再編に伴ってタテヤマアドバンス株式会社と共に三協立山アルミ株式会社に吸収合併され、三協立山株式会社に商号変更。併せて、社内カンパニー制の導入により、三協マテリアル社となった。

## 沿革
- 2007年6月1日 - 三協立山アルミ株式会社からマテリアル事業本部とマグネシウム事業推進室技術部門の一部を、STプロダクツ株式会社から石川工場、新湊東工場、高岡西工場の土地・建物と 形材本部・購買本部・技術本部・建材本部の間接部門の一部を共同新設分割により分社化し、三協マテリアル株式会社を設立。
- 2008年2月1日 - 完全子会社として、三協ワシアルミ株式会社を設立し、同年3月1日にワシアルミ株式会社の事業を譲り受けて事業開始（企業再生策の一環として行うもので、ワシアルミ株式会社の従業員は全員、継続雇用される）。
- 2010年6月1日 - 富山合金株式会社を吸収合併。
- 2012年6月1日 - 合併により三協立山株式会社に商号変更し、社内カンパニー「三協マテリアル社」を発足。